# Гродеково (Жамбылская область)
Гроде́ково (ранее — Гроди́ково, каз. Гродеково) — село в Жамбылском районе Жамбылской области Казахстана, административный центр Гродековского сельского округа. Код КАТО — 314039100.

## География
Село расположено в юго-восточной части Жамбылского района, на левом берегу реки Талас, в 10 километрах к юго-востоку от областного центра города Тараз и в 33 километрах к юго-востоку от районного центра села Аса. Ближайшая железнодорожная станция Тараз — расположена в 9 километрах к северо-западу от села (по дороге — 13,2 км). Соседние населённые пункты: Кызылдихан в северных границах села, Кызылкайнар в 2 километрах к северо-востоку, Жасоркен в 4 километрах к юго-востоку, Бесагаш в 5 километрах к западу, Жалпак-Тобе в 4 километрах к северо-западу. Транспортное сообщение осуществляется по автодороге А-14. Высота центра населённого пункта — 686 метров над уровнем моря.

## История
Первоначально населённый пункт был основан в 1892 году как селение Гроде́ковское на Таласском участке заселения Аулиеатинского уезда Сыр-Дарьинской области. Согласно Обзору Сыр-Дарьинской области за 1909 год, селение Гродековское находилось в составе Михайловской волости (волостное село — Михайловка). За 1912 год в селении числилось: 540 душ обоего пола, 1 264 крупного и 431 мелкого скота и 2 044 десятин, в том числе под угодьями — 1 894.
Согласно переписи 1920 года Гродеково находилось в собственной волости куда помимо него входили ещё 4 населённых пункта: Богословское (ныне — Майское, Таласская область, Кыргызстан), Ново-Донецкое (ныне — в Таласской области, Кыргызстан), Покровское  (ныне — в Таласской области, Кыргызстан), Серафимовское:4. Зафиксированная «налицо» численность населения населённого пункта в день переписи составило 706 человек, к «временно отсутствующим» были записаны 51 человек (из них все — мужчины):4. Преобладающим языком в населённых пунктах волости являлся украинский. В декабре 1924 года Гродековская волость была передана в состав Кара-Киргизской автономной области:160. 
17 января 1927 года Аулиеатинский уезд был упразднён, из его волостей образовались несколько районов Сыр-Дарьинского округа:161 — из части Ассинской, Карабакирской, Кенесской, Кум-Арыкской и части Таласской волостей был образован Аулие-Атинский район:202. К 1930 году, Гродеково находится в составе Аулиеатинского района (по крайней мере, населённый пункт присутствует в составе района на карте 1931 года). Указом Президиума Верховного Совета СССР от 14 октября 1939 года «Об образовании Семипалатинской, Акмолинской и Джамбулской областей в составе Казахской ССР», Аулие-Атинский район был присоединён в состав новообразованной Джамбулской области. Постановлением ЦИК СССР «О переименовании Аулие-Атинского района Казахской АССР в Мирзояновский район, города и ж.-д. станции Аулие-Ата — в город и ж.-д. станцию Мирзоян» от 10 января 1936 года, — Аулие-Атинский район был переименован в Мирзоя́новский райо́н. С 1938 года — Джамбу́лский райо́н.
Постановлением Президиума Верховного Совета Республики Казахстан от 4 мая 1993 года № 2001 «Об упорядочении транскрибирования на русском языке казахских топонимов, наименовании и переименовании отдельных административно-территориальных единиц Республики Казахстан», — Джамбулский район был транскрибирован как Жамбы́лский.

## Население
| Численность населения | Численность населения | Численность населения |
| 1989                  | 1999                  | 2009                  |
| --------------------- | --------------------- | --------------------- |
| 4048                  | ↗4356                 | ↘4085                 |